# Co-hong
 (novembre 2018).

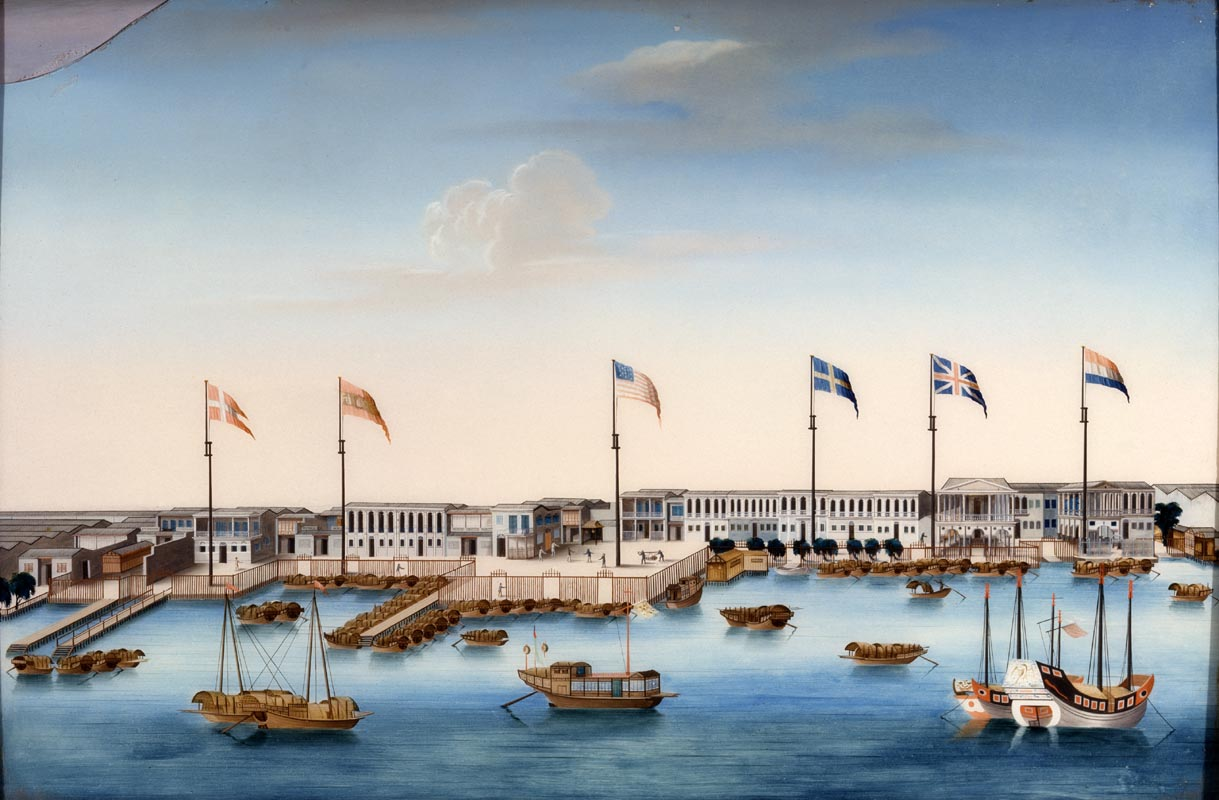
Peinture représentant les treize factoreries à Guangzhou.

Le Co-hong était une guilde de marchands chinois qui exerçait le monopole de l'importation et de l'exportation à Canton durant la dynastie Qing (1644-1912).
Au cours du siècle précédant la première guerre de l'opium, les relations commerciales entre l'Europe et la Chine n'étaient menées qu'avec le Co-hong, officialisé en 1760 par un édit de l'empereur Qianlong. Les marchands appartenant au Co-hong étaient appelés Hanggshang et leurs homologues étrangers yanghang (commerçant de l'océan).

## Fondation
Selon John Phipps, la guilde fut créée par le marchand Poankeequa dans les années 1790 alors qu'Immanuel Chung-Yueh Hsü situe la fondation avant les années 1720.

## Commerce
Le nombre de commerçants a varié au fil du temps entre 5 et 26. Ils étaient autorisés par le gouvernement central chinois à gérer les échanges commerciaux dont le commerce du thé et celui de la soie avec l'Occident. La guilde était la seule à en avoir le droit. 
Canton était le seul port d'échanges officiel entre le réseau commercial Qing et les puissances commerciales européennes. Le Co-hong avait le quasi-monopole sur le commerce avec l'Ouest et par conséquent profitait des profits liés au commerce de la porcelaine, de la soie et surtout du thé.

## Fonds Consoo
Le Co-hong a aussi exercé les fonctions de contrôleur sur le Fonds Consoo, un système créé en 1781 qui utilisait une réserve d'argent levée par des prélèvements sur les transactions de commerçants pour couvrir les dettes des marchands en fin d'année et pour payer le gouvernement et les bureaucrates de Hoppo. La taxe s'appliquait seulement au thé à l'origine mais finit par s'appliquer à 69 produits.

## Commerce de l'opium
En raison de tensions sur l'approvisionnement en argent (qui était utilisé dans le commerce entre les européens et les Qing), liées à l'indépendance des colonies américaines, l'empire britannique chercha à le remplacer par l'opium provenant des colonies indiennes de l'empire britannique. Le Co-hong est donc passé du commerce de l'argent au commerce de l'opium, qui se répandit rapidement sur le marché chinois et remplaça l'argent en tant que produit d'échange. Malgré les nombreux décrets de l'empereur Daoguang sur la prohibition de l'opium, le commerce avec les occidentaux était recentré sur cette drogue et les marchands Co-hong participaient ainsi activement à son commerce.

## Fin du Co-hong
À la suite de la victoire britannique lors de la première guerre de l'opium, le traité de Nankin, signé en 1842, voit la fin du système de Canton et la dissolution du Co-hong.